# Кибера
Кибера (на нубијском "шума" или "џунгла") је нижа административна јединица која припада градској области Најробија То је такође највеће картонско насеље у Подсахарској Африци.
Насеобина је подељена на 13 мањих јединица (Кианда, Источни и Западни Совето, Гатвекера, Кисуму, Ндого, Линди, Лаини Саба, Силанга, Ундугу, Машимона и Макина), од којих су 3 званично признате а 10 преосталих нису уопште картографисане или повезане на градску инфраструктуру. 

## Историја
Насеобина је створена 1912. године када Британска источноафричка армија, такође позната под именом Краљевих афричких стрелаца, додељује комад земљишта на даљој периферији главног града, за 300 Нубијских и Боранских ветерана који су служили у редовима британске колонијалне силе.

## Демографија
Турбулентне године након независности Кеније, комбиноване са социјално економским тешкоћама довеле су до драматичног повећања становника. По неким проценама сада на подручју од 2,5 квадратна километра, колико насеобина Кибера заузима, живи негде између 235,000 и 270,000 становника), док су раније процене говориле да се ради о 550,000 до 750,000 људи. 
Нема тачне статистике за цело насеље него је само у Кианда селу проведен попис и ту је 2008. године живело 15,219 становника. Густина насељености је износила 95,120 ст/кm² а племенска структура је следећа:

- Племе: број фамилија (укупан постотак) -
- Луо: 2,196 (36.5%)
- Кисии: 689 (11.5%)
- Лухија: 661 (11.0%)
- Камба: 427 (7.1%)
- Гикују: 247 (4.1%)
- Остали, или непозната припадност: 1,801 (29.8%)